# Animatrônica
Animatrônicos ou Animatrónicos (do inglês animatronics) são dispositivos robóticos desenvolvidos com o objetivo de reproduzir algum ser vivo, seja ele real ou não (por exemplo: humanos, dinossauros, personagens fantásticos, etc). O objetivo de sua construção é tal que, uma vez concluído e em funcionamento, para um expectador alheio à sua operação e desenvolvimento, o animatrônico mais se assemelhe a um ser dotado de vida do que a uma máquina inanimada, possuindo características estéticas, de movimento, e de comportamento que reproduzam com fidelidade aquelas encontradas (ou que seriam encontradas) no ser vivo que o dispositivo se propõem a imitar. A grosso modo, um animatrônico é um robô que parece estar vivo. A animatrônica é, portanto, a área da engenharia que trabalha com o projeto, desenvolvimento, construção e, operação de animatrônicos.

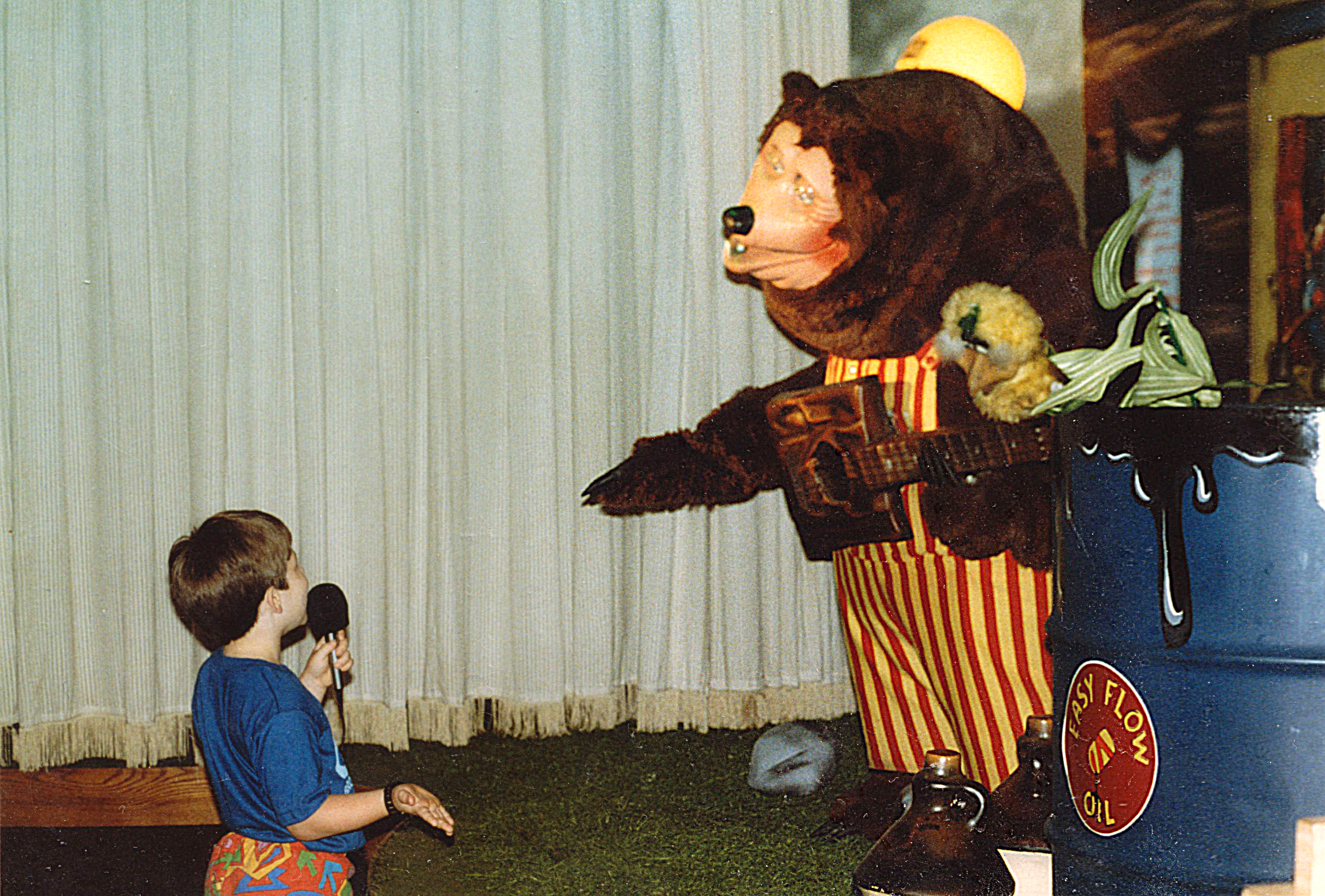
Uma criança falando com Billy Bob, animatrônico da antiga "Showbiz Pizza Place"

O primeiro animatrônico foi criando pela Walt Disney em 1961, para atrair mais publico as feiras. O primeiro animatronico personagem humano desenvolvido foi Abrahan Lincoln em 1963.     

## Usos

Chuck, Animatrônico do Estabelecimento "Chuck E Cheese's"

Animatrônicos são utilizados em filmes, efeitos especiais, parques de diversões e restaurantes. A Disney criou o Audio-Animatronics para animar seus parques de diversão.  